# Aïn Feka
Aïn Feka (în arabă عين فكة) este o comună din provincia Djelfa, Algeria.
Populația comunei este de 23.404 locuitori (2008).